# The Irish Rover
The Irish Rover est une chanson traditionnelle irlandaise.  
Elle évoque avec une exagération humoristique l'équipage et la cargaison du voilier Irish Rover, ainsi que son destin tragique. 
Elle a été interprétée par de nombreux artistes, dont certains en ont modifié les paroles.

## Paroles originales
Les paroles originales de la chanson sont[réf. nécessaire] :
In the year of our Lord, eighteen hundred and six,
We set sail from the sweet cove of Cork
We were sailing away with a cargo of bricks
For the grand City Hall in New York
'Twas a wonderful craft, she was rigged 'fore and aft
And how the wild winds drove her
She 'stood several blasts, she had twenty-seven masts
And they called her the Irish Rover
There was Barney McGee from the banks of the Lee
There was Hogan from County Tyrone
There was Johnny McGurk who was scared stiff of work
And a man from Westmeath called Malone
There was Slugger O'Toole who was drunk as a rule
And fighting Bill Tracy from Dover
And your man Mick McCann, from the banks of the Bann
Was the skipper on the Irish Rover
We had one million bags of the best Sligo rags
We had two million barrels of stones
We had three million sides of old blind horses' hides
We had four million barrels of bones
We had five million hogs and six million dogs
And seven million barrels of porter
We had eight million bales of old nanny goats' tails
In the hold of the Irish Rover
We had sailed seven years when the measles broke out
And our ship lost her way in the fog
And the whole of the crew was reduced down to two
 'Twas meself and the captain's old dog
Then the ship struck a rock; oh Lord what a shock
The bulkhead was turned right over
We turned nine times around - then the poor old dog was drowned
Now I'm the last of the Irish Rover

Traduction libre :
En l'an de grâce mil huit cent six
Nous avons pris la mer depuis la douce baie de Cork
Nous naviguions avec un cargo de briques
Pour le grand hôtel de ville de New York
C'était un vaisseau magnifique, elle était voilée d'avant en arrière
Et comment le vent sauvage la conduisait !
Elle supportait plusieurs vents, elle avait vingt-sept mâts
Et ils l'appelaient l'Irish Rover
Il y avait Barney McGee, des rives de la rivière Lee
Il y avait Hogan du comté de Tyrone
Il y avait Johnny McGuff, qui avait une peur bleue du travail
Et un gars de Westmeath appelé Malone
Il y avait Slugger O'Toole pour qui être saoul était une règle
Et Bill Tracy le bagarreur, de Dover
Et votre homme, Mick McCann, des rives de la rivière Bann
Était le skipper de l'Irish Rover
On avait un million de sacs des meilleurs chiffons de Sligo
On avait deux millions de barils de pierres
On avait trois millions d'œillères 
On avait quatre millions de barils d'os
On avait cinq millions de porcs et six millions de chiens
Et sept millions de barils de porter
On avait huit millions de bottes de queues de vieilles chevrettes
Dans la cale de l'Irish Rover
On avait navigué sept ans quand la rubéole s'est déclarée
Et notre bateau s'est perdu dans le brouillard
Et l'équipage entier s'est trouvé réduit à deux
Moi-même et le chien du capitaine
Alors le bateau a heurté un rocher ; Mon dieu, quel choc !
La cloison s'est complètement retournée
On a fait neuf tours — et le pauvre chien s'est noyé
Je suis le dernier de l'Irish Rover

## Variations

### Bounding Main
Bounding Main chante cette chanson avec un premier couplet un peu différent :
In the year of our Lord fifteen hundred and six
We set sail from the cold bay of Cork
We were sailing away with a cargo of bricks
For that grand city hall down in York
An elegant craft she was rigged fore and aft
And how the trade winds drove her
She had twenty-three masts and she stood several blasts
And they called her the Irish Rover

### The Pogues & The Dubliners
La version chantée par The Pogues et The Dubliners possède deux couplets qui ne font pas partie de la version traditionnelle :
There was awl Mickey Coote who played hard on his flute
When the ladies lined up for a set
He was tootin' with skill for each sparkling quadrille
Though the dancers were fluther'd and bet
With his smart witty talk he was cock of the walk
And he rolled the dames under and over
They all knew at a glance when he took up his stance
That he sailed in The Irish Rover
For a sailor it's always a bother in life
It's so lonesome by night and day
That he longs for the shore and a charming young whore
Who will melt all his troubles away
Oh, the noise and the rout swillin' poitin and stout
For him soon the torment's over
Of the love of a maid he is never afraid
An old salt from the Irish Rover
Selon les versions, ce dernier couplet est parfois « oublié ». La première ligne du premier couplet de la chanson a également été modifiée en :
On the Fourth of July, Eighteen Hundred and Six
Enfin, l'ordre des couplets diffère de l'original : les deux couplets intermédiaires sont inversés, et les couplets supplémentaires intercalés avec eux.